# Podagrion galeatae
Podagrion galeatae är en stekelart som beskrevs av Fischer 1961. Podagrion galeatae ingår i släktet Podagrion och familjen gallglanssteklar.
Artens utbredningsområde är Etiopien. Inga underarter finns listade i Catalogue of Life.